# Nexø (plaats)

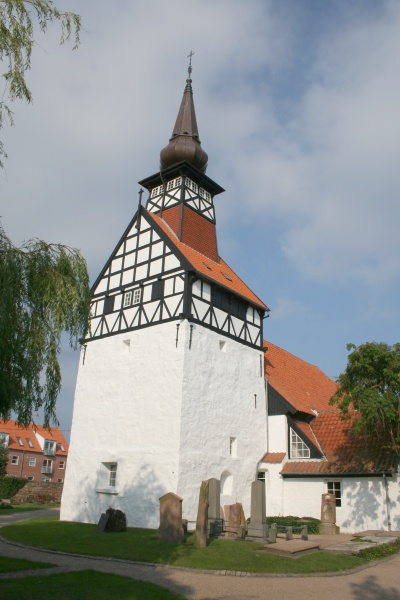
Kerk van Nexø

Nexø is een stad en voormalige gemeente op het Deense eiland Bornholm in de Oostzee. De plaats ligt aan de oostkust van het eiland. Het maakt nu deel uit van de gemeente Bornholm die behoort tot de Deense regio Hoofdstad. De plaats heeft 3867 inwoners (2007).
De voormalige gemeente Nexø had een oppervlakte van 104 km² en 8558 inwoners (1 januari 2003).

## Bevrijdingsdag
Hoewel, net als in Nederland, 5 mei de officiële Bevrijdingsdag is, geldt dat niet zo voor Bornholm. Nadat Duitsland capituleerde, weigerde de Duitse commandant Gerhard von Kamptz zich over te geven, want hij wilde zich alleen overgeven aan het Britse leger. Terwijl de Britse generaal Richard Henry Dewing de bevrijding van Denemarken voor zijn rekening nam, moest Bornholm zijn bevrijding van de Sovjetlegers accepteren. Dat weigerde de Duitse commandant. Toen de verkenningsvliegtuigen van het Sovjet leger overvlogen, gaf de Duitse generaal het order het luchtafweer te gebruiken. Deze actie leidde uiteindelijk tot een bombardement op 7 en 8 mei 1945 op zowel Rønne als Nexø. Uiteindelijk moest de commandant zich overgeven. De Russen bleven nog 11 maanden op Bornholm gelegerd voordat ze vertrokken, en ook Bornholm de bevrijding kon vieren op 17 maart 1946.
Zweden schonk beide steden Nexø en Rønne na de Russische bombardementen 300 houten huizen, zoals we die kennen van de Zeeuwse steden die bij de watersnoodramp in 1953 geschonken werden door Noorwegen. Die staan er nog steeds en worden ook als zodanig gebruikt.

## Omgeving
| Omgeving op Bornholm | Omgeving op Bornholm    | Omgeving op Bornholm |
| -------------------- | ----------------------- | -------------------- |
| Østermarie Bølshavn  | Aarsdale Svaneke Listed | Oostzee              |
| Aakirkeby            |                         | Oostzee              |
| Dueodde Pedersker    | Balka Snogebæk          | oostzee              |

Steden: Aakirkeby · Allinge-Sandvig · Hasle · Nexø · Rønne

Dorpen: Aarsdale · Balka · Gudhjem · Klemensker · Listed · Lobbæk · Nyker · Nylars · Østerlars · Østemarie · Pedersker · Snogebæk · Sorthat-Muleby · Svaneke · Tejn · Vestermarie

Buurtschappen: Arnager · Årsballe · Boderne · Bodilsker · Bølshavn · Dueodde · Helligpeder · Ibsker · Knudsker · Melsted · Olsker · Poulsker · Rø · Rutsker · Sandkås · Smørenge · Stenseby · Teglkås · Vang

Omgeving op en nabij Bornholm: Almindingen · Christiansø · Døndalen · Ekkodalen · Ertholmene · Frederiksø · Gryet · Hammeren · Paradisbakkerne · Rytterknægten · Stammershalle · Troldeskoven
- Gemeinsame Normdatei: 4822031-0